# Reynaldo Pérez
Reynaldo Pérez Ramos (Guane, 22 gennaio 1994) è un calciatore cubano, centrocampista del Pinar del Río e della Nazionale cubana.

## Carriera

### Nazionale
Ha debuttato in Nazionale il 29 marzo 2014, nell'amichevole Cuba-Indonesia (1-0), subentrando a Yordan Santa Cruz al minuto 68. Ha partecipato, con la Nazionale, alla CONCACAF Gold Cup 2019.